# Luật Hướng đạo
Từ khi xuất bản sách Hướng đạo cho nam (Scouting for Boys) năm 1908, tất cả nam và nữ Hướng đạo khắp thế giới đều làm lễ tuyên hứa và tuyên thệ sống theo lý tưởng của phong trào Hướng đạo, và tuân theo Luật Hướng đạo (Scout Law). Từ ngữ trong Lời hứa Hướng đạo (hay Lời tuyên thệ) và Luật Hướng đạo có thay đổi chút ít theo thời gian và tùy theo từng quốc gia để thích hợp với bản chất văn hóa và văn minh riêng.

## Lịch sử
Khi viết sách Hướng đạo cho nam, Robert Baden-Powell lấy cảm hứng từ việc làm của Ernest Thompson Seton, người sáng lập ra chương trình Woodcraft Indians năm 1902 và sau này trở thành phương tiện trong việc truyền bá Hướng đạo khắp Bắc Mỹ. Baden-Powell cũng lấy cảm hứng cho Luật Hướng đạo từ luật Võ sĩ đạo của các Samurai Nhật Bản, luật danh dự của người Bản xứ Mỹ (American Indians), luật hiệp sĩ hay Hiệp sĩ châu Âu, và các chiến binh người Zulu mà ông từng đánh nhau với họ. Giống như Seton, Baden-Powell chọn dùng một bộ luật có tính cương quyết, khác lại với những điều cấm giống như Kinh Thánh Cựu Ước.
Luật Hướng đạo gốc xuất hiện cùng với sự xuất bản sách Hướng đạo cho nam vào năm 1908 và như sau (cách trình bày, viết hoa, đánh số,...bởi Baden-Powell):
| 1. | VINH DỰ CỦA HƯỚNG ĐẠO SINH PHẢI ĐƯỢC TÍN NHIỆM. Nếu một hướng đạo sinh nói "Trên danh dự của tôi nó là như vậy," thì có nghĩa là như vậy, giống như bạn ấy đã thực hiện một lời tuyên hứa trân trọng nhất. Tuơng tự thế, nếu một hunh trưởng hướng đạo nói với một hướng đạo sinh, "Tôi tin vào vinh dự của em để làm việc này," thì hướng đạo sinh đó sẽ bắt buộc thực hiện mệnh lệnh đó tốt nhất theo khả năng của mình, và không để bất cứ gì ngăn cản bạn ấy làm việc đó. Nếu một hướng đạo sinh phá vở vinh dự của mình bằng cách nói dối, hay bằng cách không thực hiện đúng mệnh lệnh khi được tin tưởng trên danh dự để làm việc đó thì bạn ấy sẽ không còn là một hướng đạo sinh, và phải trao trả lại phù hiệu hướng đạo của mình và không bao giờ được phép mang nó lại---bạn ấy mất cả cuộc đời của mình. |
| 2. | HƯỚNG ĐẠO SINH TRUNG THÀNH với nhà vua, với cấp trên, với quốc gia, và với nơi mình làm việc. Bạn ấy phải sát cánh với họ thật nghiêm ngặt để chống lại bất cứ ai là kẻ thù của họ hay thậm chí nói xấu về họ. |
| 3. | BỔN PHẬN CỦA HƯỚNG ĐẠO SINH LÀ HỮU ÍCH VÀ GIÚP ĐỞ NGƯỜI KHÁC. Và bạn ấy phải làm bổn phận của mình trước mọi thứ khác, thậm chí bỏ qua thú vui, sự thoải mái, hay sự an nguy của riêng mình để làm điều đó. Khi gặp khó khăn nhận dạng một trong hai điều phải làm thì bạn ấy phải tự hỏi chính mình, "Cái nào là bổn phận của tôi?" có nghĩa là, "cái nào tốt nhất cho mọi người khác?"---và sẽ làm cái đó. Bạn ấy phải Sắp sẳn vào bất cứ thời điểm nào để cứu mạng hay giúp đở người bị thương. Và bạn ấy phải làm một việc thiện mỗi ngày. |
| 4. | HƯỚNG ĐẠO SINH LÀ BẠN VỚI MỌI NGƯỜI, VÀ LÀ ANH EM VỚI MỌI HƯỚNG ĐAO SINH KHÁC, KHÔNG PHÂN BIỆT GIAI CẤP XÃ HỘI MÀ NGƯỜI ĐÓ THUỘC VỀ. Nếu một hướng đạo sinh gặp một hướng đạo sinh khác, thậm chí một người lạ với mình, bạn ấy phải nói chuyện với người đó, và giúp đở người đó theo cách mà mình có thể làm, hoăc là thực hiện nhiệm vụ mà người đó đang làm lúc đó hay cho người đó thức ăn, hay, như có thể, bất cứ gì người đó đang cần đến. Một hướng đạo sinh không nên là một Kẻ ta đây. Kẻ ta đây là một người xem thường người khác vì người khác nghèo hơn mình, hay người đó là người nghèo nhưng lại ranh tỵ với người khác vì người khác giàu. |
| 5. | HƯỚNG ĐẠO SINH PHẢI LỊCH SỰ: Nghĩa là bạn ấy phải lịch sự với tất cả mọi người, nhưng đặc biệt là với phụ nữ, trẻ em, người già, người tàn tật, etc. Và bạn ấy không được nhận lấy bất cứ quà tặng gì khi được xem là giúp ích và lịch sự. |
| 6. | HƯỚNG ĐẠO SINH LÀ BẠN VỚI THÚ VẬT. Bạn ấy phải cứu chúng khỏi đau đớn trong khả năng của mình, và không được giết hại bất cứ thú vật nào khi không cần thiết, ngay cả chỉ là một con ruồi---vì nó là một sinh vật của Chúa. |
| 7. | HƯỚNG ĐAO SINH TUÂN THEO MỆNH LỆNH của đội trưởng hay của huynh trưởng mà không thắc mắc. Ngay cả khi bạn ấy nhận mệnh lệnh mà mình không thích, bạn ấy phải làm như một người lính hay thủy thủ làm, bạn ấy phải thực hiện hết tất cả như nhau bởi vì đó là bổn phận của mình; và sau khi thực hiện xong bạn ấy có thể đến và kể ra bất cứ lý do gì chống lại việc đó: nhưng bạn ấy phải thực thi mệnh lệnh ngay lập tức. Đó là kỷ luật. |
| 8. | HƯỚNG ĐẠO SINH VUI TUƠI trong mọi hoàn cảnh. Khi nhận lệnh bạn ấy phải hồ hởi và sẳn sàng tuân theo mà không phải là chần chừ do dự. Hướng đạo sinh không bao giờ cào nhàu khi gặp khó khăn, hay cao có với người khác, cũng không chửi thề khi gặp phiền phức. Khi bạn trể chuyến tàu lửa, hay ai đó giẩm lên ngón chân bạn ---không phải là lúc hướng đạo sinh phải làm ồn lên--- hay dưới bất cứ hoàn cảnh phiền toái nào, bạn nên cố gượng mình nở một nụ cười ngay lập tức, và rồi huýt sáo, và thế là bạn sẽ ổn thôi. Một hướng đạo sinh luôn với một nụ cười và vui tuơi. Điều đó làm cho bạn ấy phấn khởi và làm phấn khởi những người khác, đặc biệt là trong lúc nguy hiểm. |
|    | HƯỚNG ĐẠO SINH CẦN KIỆM, nghĩa là bạn ấy tiết kiệm từng xu nếu có thể, và bỏ vào ngân hàng để bạn ấy có thể có tiền xài cho mình khi mất việc làm, và vì vậy không trở thành gánh nặng cho người khác; hay bạn ấy có thể có tiền để cho người khác khi họ cần đến. |

Đấy là những gì đã được viết cho Hướng đạo sinh trên toàn thế giới, lẽ dĩ nhiên ban đầu là chỉ tập trung vào Hướng đạo tại Anh. Khi các nhóm khác bắt đầu các tổ chức Hướng đạo (thường là tại các quốc gia khác), mỗi tổ chức đều có sửa đổi lại điều luật, thí dụ 'trung thành với Nhà vua' được thay bởi cụm từ tương đương thích hợp cho mỗi quốc gia.
Trong suốt những năm sau đó, Baden-Powell cũng tự mình sửa đổi lời văn nhiều lần, đáng nói là năm 1911 ông thêm vào:
- HƯỚNG ĐẠO SINH TRONG SẠCH TỪ Ý NGHĨ, LỜI NÓI VÀ VIỆC LÀM. Hướng đạo sinh đứng đắn sẽ xem thường những thiếu niên ngu xẩn nói năng bẩn thỉu, và mình không để bị cám dỗ bởi hành vi nói năng hay việc làm bẩn thỉu. Một hướng đao sinh phải trong sạch, tư tưởng trong sạch và đáng mặt đàn ông.

## Luật Hướng đạo Việt Nam
Luật Hướng đạo Việt Nam hiện tại ở hải ngoại 
1. Hướng đạo sinh trọng danh dự.
2. Hướng đạo sinh trung tín.
3. Hướng đạo sinh giúp ích.
4. Hướng đạo sinh là bạn của mọi người.
5. Hướng đạo sinh lễ độ và hào hiệp.
6. Hướng đạo sinh tôn trọng thiên nhiên.
7. Hướng đạo sinh trọng kỷ luật.
8. Hướng đạo sinh vui tươi.
9. Hướng đạo sinh cần kiệm và liêm khiết.
10. Hướng đạo sinh trong sạch trong tư tưởng, lời nói và việc làm.

Luật Hướng đạo Việt Nam trước 1975 và ở các trại tị nạn trước đây
1. Hướng đạo sinh trọng danh dự để ai cũng có thể tin lời Hướng đạo sinh
2. Hướng đạo sinh trung thành với Tổ quốc, cha mẹ và người cộng sự
3. Hướng đạo sinh có bổn phận giúp ích mọi người bất cứ lúc nào
4. Hướng đạo sinh là bạn của khắp mọi người và xem các Hướng đạo sinh khác như ruột thịt
5. Hướng đạo sinh lễ độ và liêm khiết
6. Hướng đạo sinh yêu thương các sinh vật
7. Hướng đạo sinh vâng lời cha mẹ, huynh trưởng mà không biện bác
8. Hướng đạo sinh gặp khó khăn vẫn vui tươi
9. Hướng đạo sinh tằn tiện của mình và của người
10. Hướng đạo sinh trong sạch từ tư tưởng, lời nói đến việc làm